# Pinus ponderosa

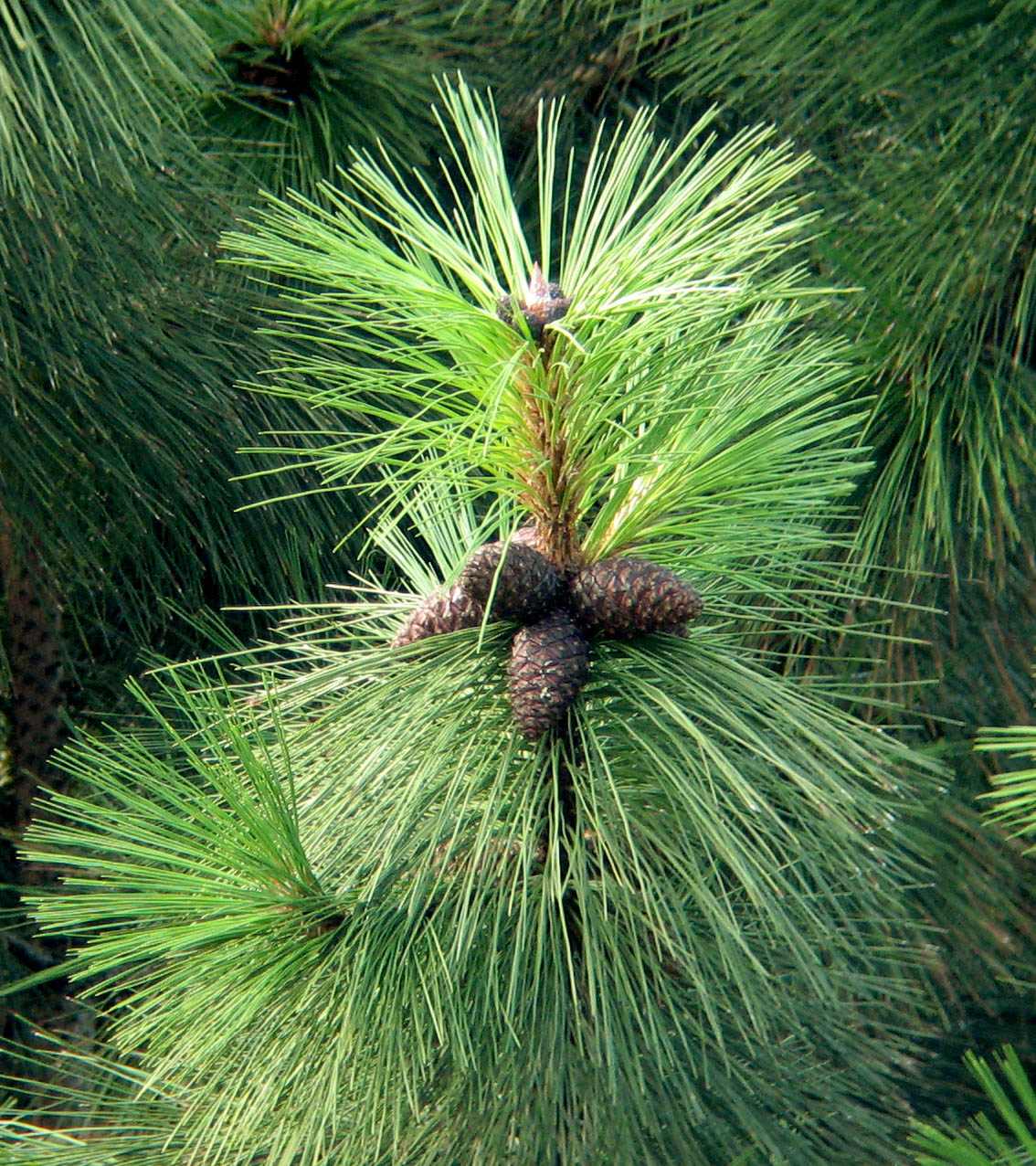
Pinus ponderosa ponderosa rama con conos.

Pinus ponderosa, el pino ponderosa, pino ponderoso o pino real americano, es una especie de coníferas, originaria del oeste de EE. UU. En inglés se le llama también Bull Pine y Blackjack Pine, así como Western Yellow Pine. El pino ponderosa es el árbol emblema del estado estadounidense de Montana.

## Distribución y hábitat
Pinus ponderosa fue descrita por vez primera por David Douglas en 1826, en el este de Washington, cerca de lo que hoy es Spokane Washington. Es un árbol dominante en la asociación de plantas Kuchler Ponderosa shrub forest. Como la mayor parte de los pinos occidentales, el ponderosa se relaciona con una topografía montañosa. Se encuentra en las Black Hills y en el piedemonte y en los picos de mediana altura del norte, centro y sur de las Montañas Rocosas así como la cordillera de las Cascadas y Sierra Nevada y los bosques de pino ponderosa de la cadena costera marítima.
La moderna investigación forestal identifica cuatro diferentes taxones del Ponderosa, con diferencias botánicas y adaptadas a las diferentes condiciones climáticas. Estas han sido nombradas como "razas geográficas" en la literatura forestal, mientras algunos botánicos las trataban históricamente como especies distintas. En el uso botánico moderno, ajustan mejor al ranking de subespecies, y no todas las combinaciones botánicas relevantes han sido formalmente publicadas.
El pino ponderosa tiene una corteza muy característica. A diferencia de la mayor parte de las coníferas, tiene una corteza naranja, con líneas negras marcando los surcos, donde la corteza "se rompe". Esto es muy destacado en los pinos ponderosa de más edad que viven a lo largo de la costa occidental de Canadá. A menudo puede ser identificado por sus características acículas largas que crecen en fascículos de tres. Sus acículas son también la única comida conocida de las larvas de la mariposa gelechiida Chionodes retiniella.
El Registro Nacional de Grandes Árboles tiene apuntados una serie de grandes pinos ponderosa de hasta 69,2 metros de alto.

## Subespecies
1. Pinus ponderosa subsp. ponderosa Douglas ex C. Lawson 
  - Distribución y clima: sureste de la Columbia Británica, Washington y Oregón al este de la cordillera de las Cascadas, Arizona, noroeste de Nevada, Idaho y oeste de Montana. Veranos frescos relativamente húmedos; inviernos muy fríos, nevados (excepto en los veranos muy cálidos y secos del centro de Oregón, particularmente cerca de Bend, que también tiene inviernos muy fríos y generalmente secos).
2. Pinus ponderosa subsp. scopulorum (Engelm.) E. Murray 
  - Distribución y clima: Montana oriental, Dakota del Norte, Dakota del Sur, Wyoming, Nebraska, Colorado septentrional y central y Utah, y Nevada oriental. Veranos templados, relativamente secos; inviernos muy fríos, bastante secos.
3. Pinus brachyptera Engelm.
  - Distribución y clima: Colorado septentrional, Utah septentrional, Nuevo México septentrional y central y Arizona, y el extremo occidental de Texas. La Gila Wilderness contiene uno de los bosques más grandes y sanos del mundo.[4] Veranos cálidos, relativamente húmedos; inviernos suaves.
4. Pinus benthamiana Hartw.
  - Distribución y clima: Washington y Oregón hacia el oeste de la cordillera de las Cascadas, California, y justo en el extremo más occidental de Nevada. Veranos cálidos y secos; inviernos suaves y lluviosos.

La zona de distribución de las subespecies y la del pino de Arizona (Pinus arizonica), especie emparentada, se muestran en el mapa. Los números en el mapa se corresponden con los números taxonómicos arriba señalados y en la tabla inferior. El mapa base de la zona de distribución es de Critchfield & Little, Geographic Distribution of the Pines of the World, USDA Forest Service Miscellaneous Publication 991 (1966).
Antes de que se documentaran plenamente las diferencias entre la raza de la Meseta Septentrional y la raza del Pacífico, la mayor parte de los botánicos asumieron que los pinos ponderosa en ambas áreas eran el mismo. Así que cuando dos botánicos de California encontraron un árbol distinto en Nevada occidental en 1948 con algunas marcadas diferencias respecto al pino ponderosa con el que estaban familiarizados en California, lo describieron como una nueva especie, Pinus washoensis. Sin embargo, posteriores investigaciones evidenciaron que es meramente una variedad meridional de la típica raza de la Meseta Septentrional del pino ponderosa.

### Tabla de caracteres distintivos de las subespecies dePinus ponderosay dePinus arizonica
| Taxon                                   | 1 Llanos del norte | 2 M. Rocallosas | 3 Sudoeste    | 4 Pacífico    |  | 5 Arizona   | 6 Tormenta |
| --------------------------------------- | ------------------ | --------------- | ------------- | ------------- |  | ----------- | ---------- |
| Carácter                                | (ponderosa)        | (scopulorum)    | (brachyptera) | (benthamiana) |  | (arizonica) | (stormiae) |
| Agujas por fascículo                    | 3                  | 2-3             | 2-3           | 3             |  | 4-5         | 3-5        |
| Long. de agujas                         | 10-22 cm           | 8-17 cm         | 12-21 cm      | 15-30 cm      |  | 12-22 cm    | 20-30 cm   |
| Espesor de agujas                       | 1,7-2,2 mm         | 1,5-1,7 mm      | 1,6-1,9 mm    | 1,3-1,7 mm    |  | 1,0-1,1 mm  | 1,0-1,2 mm |
| Long. de piñas                          | 5-11 cm            | 5-9 cm          | 5-10 cm       | 7-16 cm       |  | 5-9 cm      | 6-11 cm    |
| Ancho de escamas de las piñas           | 14-19 mm           | 16-20 mm        | 14-19 mm      | 18-23 mm      |  | 15-18 mm    | 12-17 mm   |
| Color de piñas inmmaduras               | púrpura            | verde           | verde         | verde         |  | verde       | verde      |
| Aspecto piña madura                     | mate               | mate            | brillo        | brillo        |  | brillo      | mate       |
| Relación long. de alas y long. semillas | 1,9-2,5            | 2,1-3,4         | 3,0-3,5       | 3,0-4,7       |  | 2,8-3,2     | 3,0-3,5    |
| Altura máx. del fuste                   | 50 m               | 40 m            | 50 m          | 70 m          |  | 35 m        | 20 m       |
| Zona agreste USDA                       | 4                  | 4               | 6             | 7             |  | 7           | 8          |

Notas:
- Los números de los Taxones se refieren a un mapa.
- Agujas por fascículo - el número más frecuente va en negrilla.
- Alas seminales: relación de longitud - el número alto indica una semilla pequeña con alas grandes; el número bajo es semilla grande con cortas alas.

## Taxonomía
Pinus ponderosa fue descrita por Douglas ex C.Lawson y publicado en Agriculturalist's Manual 354–355. 1836.
Sinonimia
- Pinus beardsleyi A.Murray bis
- Pinus benthamiana Hartw.
- Pinus craigiana A.Murray bis
- Pinus engelmannii Torr.
- Pinus jeffreyi var. ambigua Lemmon
- Pinus jeffreyi var. nigricans Lemmon
- Pinus nootkatensis Manetti ex Gordon
- Pinus parryana Gordon
- Pinus resinosa Torr.
- Pinus sinclairiana Carrière
- Pinus washoensis H.Mason & Stockw.[6]